# بوب شاند
بوب شاند (بالإنجليزية: Bob Shand)‏ هو لاعب اتحاد الرغبي جنوب أفريقي، ولد في 27 أغسطس 1866 في Tulbagh ‏ في جنوب أفريقيا، وتوفي في 1 مارس 1934.